# André Bastos de Oliveira
André Bastos de Oliveira (Jucás, 14 de fevereiro de 1808 — Saboeiro, 7 de julho de 1862) foi bacharel em Direito, magistrado e político brasileiro.

## Biografia
Natural da então vila de São Mateus (atual Jucás), Ceará, era filho do capitão Joaquim de Oliveira Bastos e de Vitória Fernandes Vieira, irmã do Visconde de Icó. Formado em Ciências Jurídicas e Sociais em 1834, dedicou-se à magistratura das relações de Pernambuco e do Maranhão.
Foi cinco vezes deputado geral pelo Ceará (nas legislaturas de 1838-1841, 1843-1844, 1850-1852, 1853-1856 e de 1857-1858) e comendador da Imperial Ordem da Rosa. Foi ele o nomeado para 1.° chefe de polícia do Ceará (dec. de 15 de setembro de 1842), visto não ter assumido o cargo o b.el João Antônio de Vasconcelos. Como era então juiz de direito de Crato, o governo deu-lhe substituto na pessoa do b.el Cruz Seco.
Casou-se com sua prima-irmã, Joana Fernandes Vieira, filha do Visconde de Icó, com quem sabe-se que teve três filhos:
- Francisco Paurilo Fernandes Bastos (1838 - 1883), bacharel em Direito e jornalista;
- Gonçalo de Lagos Fernandes Bastos (1842 - 1896), bacharel em Direito, jornalista e político;
- Ana Angélica Fernandes Bastos, casada primeiramente com seu primo Miguel Fernandes Vieira e depois com Gonçalo Batista Vieira, através de quem veio a ser Baronesa de Aquiraz[1].